# Edifício Copan
O Edifício Copan, ou apenas Copan, é um dos mais importantes e emblemáticos edifícios da cidade de São Paulo, localizado no número 200 da Avenida Ipiranga, no centro da cidade, e foi inaugurado em 1966. É um dos símbolos da arquitetura moderna brasileira, concebido pelo arquiteto Oscar Niemeyer com projeto estrutural do engenheiro Joaquim Cardozo, visando às comemorações do Quarto Centenário da cidade de São Paulo. A obra, contudo, foi iniciada apenas em 1957, com algumas alterações e executada com a ajuda de Carlos Lemos.
O prédio tem a maior estrutura de concreto armado do país, com 115 metros de altura, 32 andares e 120 mil metros quadrados de área construída, dividida em seis blocos, com um total de 1 160 apartamentos de dimensões variadas, numa estimativa de cinco mil residentes das diferentes classes sociais e mais de setenta estabelecimentos comerciais. Descrito como tendo "linhas sinuosas e elegantes", é considerado a maior estrutura de concreto armado do Brasil. O principal intuito era ser considerado um grande centro urbanístico, assim como o Rockfeller Center, porém, principalmente pelo fato de a cidade de São Paulo, naquele contexto, demonstrar um enorme potencial para o mercado imobiliário e turístico, o edifício teve seu plano original alterado.

## Contexto histórico
O projeto do Edifício Copan foi realizado na década de 1950, época em que São Paulo experimentava expansão e crescimento. A modernidade das indústrias havia se intensificado havia pouco tempo no Brasil, e as cidades ainda se encontravam em transformação física e social. Ao passo que o avanço da industrialização ultrapassava as fronteiras da cidade, a população condensava-se cada vez mais na área central da cidade, com consequente verticalização das construções e aumento da especulação imobiliária.
São Paulo também preparava-se para ser considerada uma grande metrópole e, desse modo, precisaria de elementos para representar sua grandiosidade de alguma forma. O Edifício Copan, com emblemático e diferenciado projeto, exerceria bem esse papel, sendo símbolo da arquitetura moderna brasileira e do desenvolvimento econômico da capital paulista.
A arquitetura do edifício teve como objetivo dissipar os ângulos retos da maioria dos prédios, contando com um formato que se elevasse na paisagem. Segundo Oscar Niemeyer, ângulos retos não atraíam o público, mas, sim, curvas.

## História

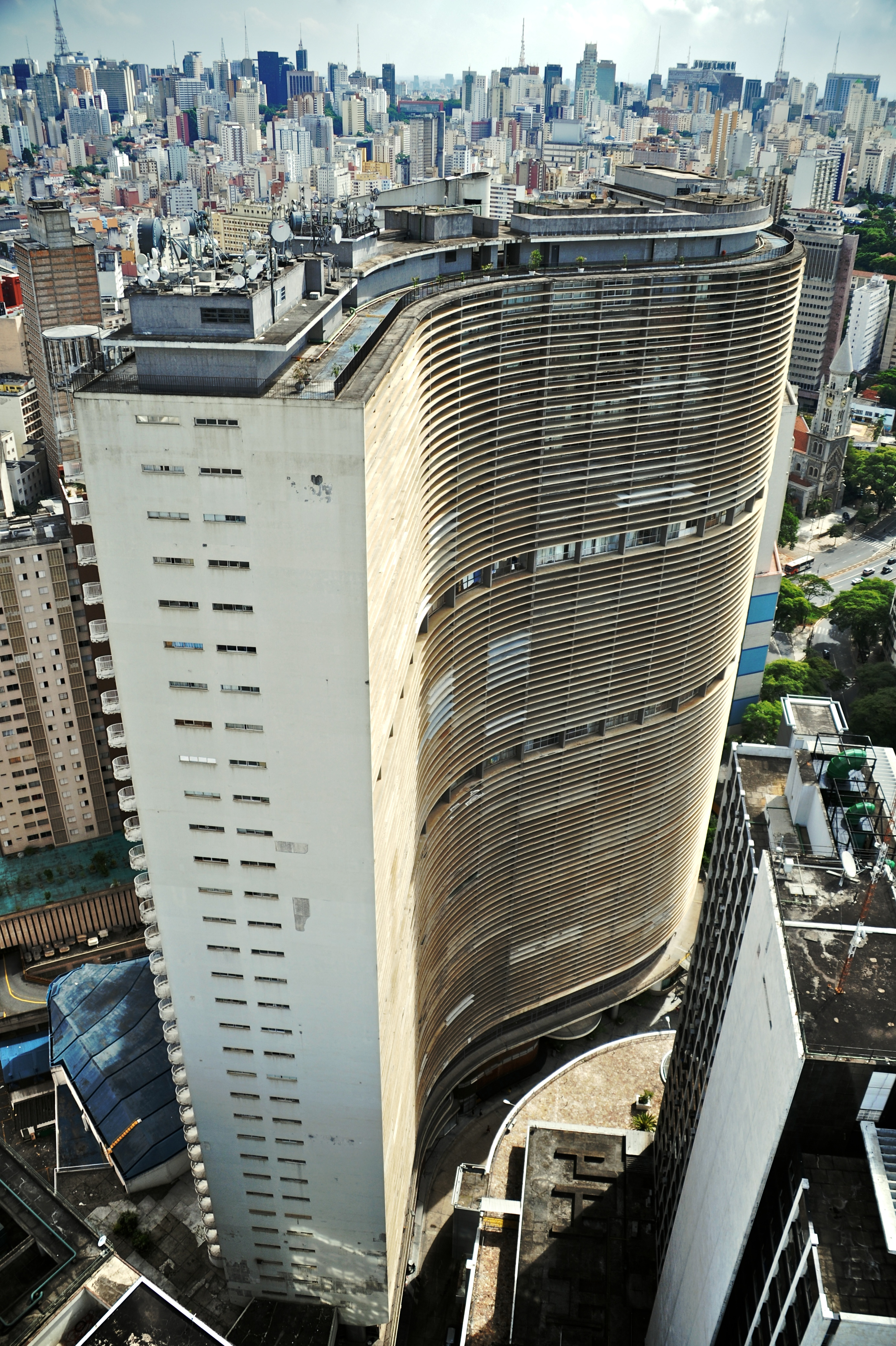
Vista lateral alta do Copan

O Copan foi um dos grandes projetos para São Paulo apresentados por Oscar Niemeyer em 1951, encomendado para o IV Centenário da cidade (que viria a ser comemorado em 1954). A ideia era inspirada no Rockefeller Center, de Nova York, condomínio que unia um grande centro comercial e de lazer a residências. A campanha publicitária que lançou o empreendimento previa uma "chuva de dólares para o país" advinda de receitas do turismo, mas em questão de meses o governo federal liquidou extrajudicialmente o Banco Nacional Imobiliário (BNI), que era o responsável pelo repasse dos investimentos, provocando desinteresse da PanAm, a principal financiadora. A obra ficaria parada até 1957, quando o Bradesco assumiu o projeto.
Niemeyer relaciona a obra na autobiografia, apesar da insatisfação quanto ao Copan, cuja execução entregou a Carlos Lemos ao ver o edifício residencial apenas no terceiro piso durante as festas dos quatrocentos anos, e também porque estava a caminho de Brasília. O edifício Copan seria durante os anos 1950, 1960 e 1970 a imagem da "São Paulo moderna". Porém o arquiteto desinteressou-se pelo trabalho quando suas ideias iniciais não foram totalmente atendidas e acabou delegando a terceiros o desenvolvimento do projeto de execução.
O projeto escolhido foi o encomendado pela Companhia Pan-Americana de Hotéis e Turismo, criada por ocasião dos festejos do IV Centenário – daí o acrônimo do nome do edifício: Copan. O projeto previa um hotel vizinho e ainda mais grandioso, uma laje ligando os dois prédios e sustentando um restaurante, além de piscina, galeria de lojas, jardins suspensos e garagens subterrâneas. A obra foi truncada pela quebra do BNI, e a conclusão do edifício residencial levou quinze anos. No prédio bem menor que abrigaria o hotel funciona hoje uma agência do Bradesco, que absorveu o BNI. Quase tudo foi executado, com exceção do hotel e do teatro. Apesar de o edifício estar totalmente fora da sua concepção original, podendo ser atribuída a Niemeyer somente a forma exterior, continua sendo um marco referencial da maior importância para a leitura da cidade, persistindo como um dos símbolos da modernidade urbana do Centro Novo.

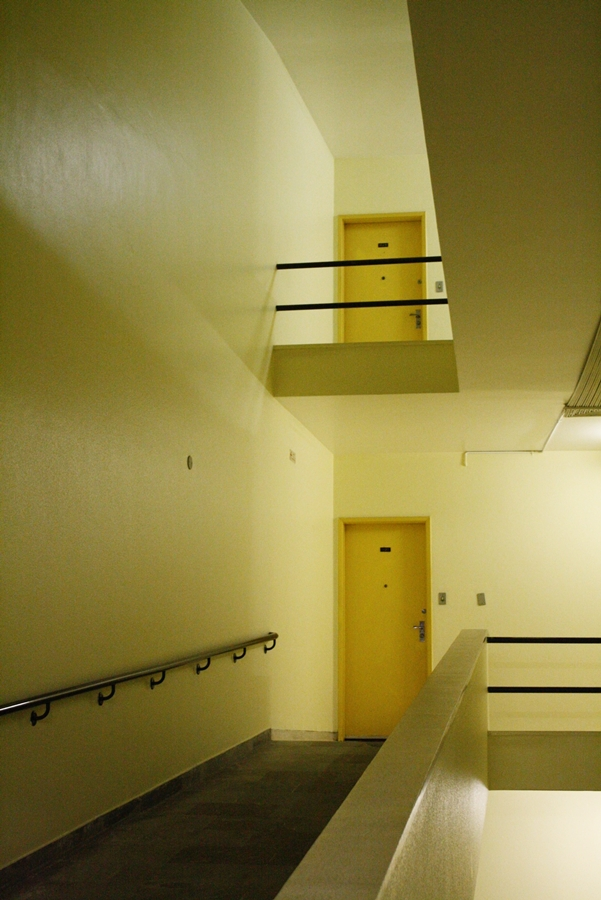
Interior do Copan, 2009

Com o declínio do Centro nos anos 1970, o edifício entrou em decadência e durante muitos anos sua imagem esteve associada a um ambiente conturbado e chegou a ser considerado cortiço vertical. Após a década de 1990, com o início da revitalização do Centro, o COPAN atraiu a classe média, em busca de moradia de qualidade, bem localizada e com preços mais baixos. Nos anos 1980 ainda era visível o contraste entre os blocos, já que o Bloco D tem apartamentos de três quartos, com moradores de alto poder aquisitivo, enquanto no Bloco B, considerado o mais pobre do prédio, há 448 quitinetes e 192 apartamentos de quarto e sala conjugados. Nas duas décadas anteriores, teria sido esse bloco que dera má fama ao prédio, por causa de assaltos, brigas, gritaria e batidas policiais. Nessa época, era no edifício que o jornalista Nélson Townes buscava inspiração para a sua coluna "Histórias da Boca", publicada pelo jornal Notícias Populares. Tal fama começou a mudar em 1986, quando o prédio passou a ser administrado pelos próprios moradores, em vez de por uma imobiliária, o que permitiu alguma pressão a proprietários para que não alugassem seus imóveis para pessoas "de comportamento duvidoso". Atualmente vivem no Copan pessoas de várias classes sociais e ocupações das mais diversas: manicures, engenheiros, publicitários, jornalistas, estilistas, arquitetos etc.
O edifício Copan tem inspirado escritores, cineastas, fotógrafos e outros artistas do mundo todo. Em 1994 a escritora brasileira Regina Rheda lançou o livro de contos Arca sem Noé - Histórias do Edifício Copan, que ganhou o prêmio Jabuti no ano seguinte. O conto "O mau vizinho", presente no livro, recebeu o prêmio Maison de l'Amérique Latine em 1994. Arca sem Noé — Histórias do Edifício Copan está publicado também em inglês com o título de Stories From the Copan Building, dentro do volume First World Third Class and Other Tales of the Global Mix, publicado pela University of Texas Press.
Em 2010, o Copan pretendia tornar-se o primeiro edifício de São Paulo com anúncio na fachada após a aprovação da Lei Cidade Limpa, que previa o uso de publicidade em "melhorias urbanas, ambientais e paisagísticas". Como a fachada nunca tinha passado por reparos desde a inauguração do prédio, em 2014 havia uma queda constante de pastilhas e blocos de concreto, que levou o condomínio a colocar uma rede de proteção. O síndico alegou que as obras para reforma, orçadas em 23 milhões de reais, não tinham sido aprovadas em três assembleias de condomínio. Por causa disso, ele questionava moradores que teriam falado que a fachada estava "em ruínas": "[Os moradores] não podem reclamar. Ninguém topou a reforma."
Para seu aniversário de cinquenta anos, em 2016, foram realizadas diversas reportagens, entre elas um documentário pela GloboNews, com direção da diretora e roteirista Cristina Aragão, chamado "Copan 60 Horas", que abordou como o edifício interfere na vida de seus moradores diariamente e a relação destes com ele.

## Características
Localizado no número 200 da avenida Ipiranga, o edifício possui uma fachada de 45 mil metros quadrados. Os blocos têm entradas separadas, e a partir da segunda metade dos anos 1980 todo o prédio passou a ser cercado com portões de ferro após as 23 horas. Como o prédio não conta com infraestrutura de lazer, as crianças costumam improvisar em um pátio de cimento sombrio junto a uma das paredes externas do edifício. Os moradores também reclamam das chapas de concreto que cruzam a fachada norte do edifício no sentido horizontal, que, apesar de terem um efeito "magnífico" para quem vê de fora, cobrem boa parte da vista que se tem de dentro dos apartamentos e são difíceis de ser limpas. A grande vantagem estrutural das chapas seria impedir que, em um incêndio, as chamas se propagassem para os andares superiores.
Um problema estrutural do edifício era não haver um meio de comunicação interna entre os apartamentos e a portaria, uma vez que não havia interfones nos blocos do edifício. Para permitir a entrada de visitantes e prestadores de serviços, por exemplo, os moradores recorriam a um caderno de anotações, método extremamente obsoleto e pouco prático, para o registro de entradas no edifício. Após modernização, o edifício passou a contar com telefonia interna entre as portarias e os apartamentos.
O prédio conta com um gerador com capacidade para operar por seis horas, que permitiu, por exemplo, que o prédio tivesse luz durante apagão que deixou às escuras boa parte da região Sudeste em novembro de 2009. Abaixo do primeiro andar de apartamentos existe um andar livre, onde corre a infraestrutura de água e eletricidade, permitindo uma manutenção mais rápida e simples.
Por conta da grande extensão do edifício, atualmente há 22 elevadores comuns instalados, para facilitar a locomoção. O prédio mantém-se em constante movimento, já que abriga cerca de cinco mil moradores, 104 funcionários (como os que se mantêm 24 horas por dia revezando-se nas atividades de limpeza nos seis blocos do prédio) e visitantes, que querem entrar no edifício e ver de perto o projeto do arquiteto Oscar Niemeyer. É possível fazer visitas monitoradas e até mesmo pernoitar lá.
Além de sua emblemática arquitetura, o edifício significa também a volta aos anos 1960, com elementos que permanecem desde aquela época em uso, como a casa de máquinas dos elevadores do bloco B, o sistema de alarme de incêndio do bloco F e os azulejos da época da construção, que também permanecem em partes do edifício. O Copan exala história, tanto em relação à construção quanto em relação às milhares de vidas e vivências que abrigou e abriga até hoje. Um dos cartões postais da cidade de São Paulo, ele ainda abriga restaurantes prestigiados, como o Bar da Dona Onça.

## Arquitetura
O edifício Copan, como um símbolo da cidade de São Paulo é um marco da arquitetura modernista no Brasil. É a maior estrutura de concreto armado do país, com 115 metros de altura e 120 mil metros de área construída, bem como o maior edifício residencial do planeta. Com a utilização da liberdade formal, leveza, materiais curvilíneos, o modernismo deixa de seguir padrões europeus e norte americanos e passa a expressar sua própria cultura. Sem ornamentos típicos da arquitetura antes vista no Brasil e no mundo, o edifício inova na época em que se constrói (1951-1967), com a leveza de sua fachada e organicidade das formas, quebrando ângulos retos do centro da capital paulista A projeção de lotes de geometria irregular funciona como uma extensão da rua. Com a arquitetura livre, Oscar Niemeyer pretendeu transformar a realidade, fazendo a sugestão de dissolução do lote, no centro da cidade. Buscando o racionalismo e o funcionalismo, o arquiteto buscava integrar o projeto com o entorno e a paisagem.

## Visitação
As visitas ao Copan são gratuitas e podem ser realizadas apenas em dias úteis, com obrigatoriedade de agendamento prévio. Os horários permitidos são das 10h às 10h30 e das 15h às 15h30.
No heliponto do prédio ocorre um evento de monges budistas às sete horas, aberto ao público, com um limite de dez pessoas no local.

## Lendas urbanas
Alguns moradores do Copan afirmam que o prédio é mal-assombrado. As assombrações variam de vultos até efeitos poltergeist. Várias das assombrações se tornaram famosas no prédio, como o fantasma da casa de máquinas.
Parte dos moradores discutem e catalogam as diferentes assombrações do prédio em grupos de Whatsapp. Outra parte acredita que o estímulo a criação de histórias de fantasmas devia ser incentivada, para que o aluguel caia. Entre os que afirmam ter visto as assombrações, está o humorista Paulo Vieira.